# Le Chambon, Ardèche
Le Chambon är en kommun i departementet Ardèche i regionen Auvergne-Rhône-Alpes i sydöstra Frankrike. Kommunen ligger  i kantonen Le Cheylard som ligger i arrondissementet Tournon-sur-Rhône. År 2022 hade Le Chambon 60 invånare.

## Befolkningsutveckling
Antalet invånare i kommunen Le Chambon
Referens: INSEE